# Lukavica (Prešov)
|  | No s'ha de confondre amb Lukavica (Banská Bystrica). |

Lukavica és un poble i municipi d'Eslovàquia. Es troba a la regió de Prešov, al nord del país.

## Història
La primera referència escrita de la vila data del 1389.

## Demografia
| Godina             | 1994 | 2004   | 2014  | 2024   |
| ------------------ | ---- | ------ | ----- | ------ |
| Nombre de persones | 399  | 375    | 381   | 371    |
| Diferència         |      | −6,01% | +1,6% | −2,62% |

| Godina             | 2023 | 2024   |
| ------------------ | ---- | ------ |
| Nombre de persones | 376  | 371    |
| Diferència         |      | −1,32% |